# Sigd

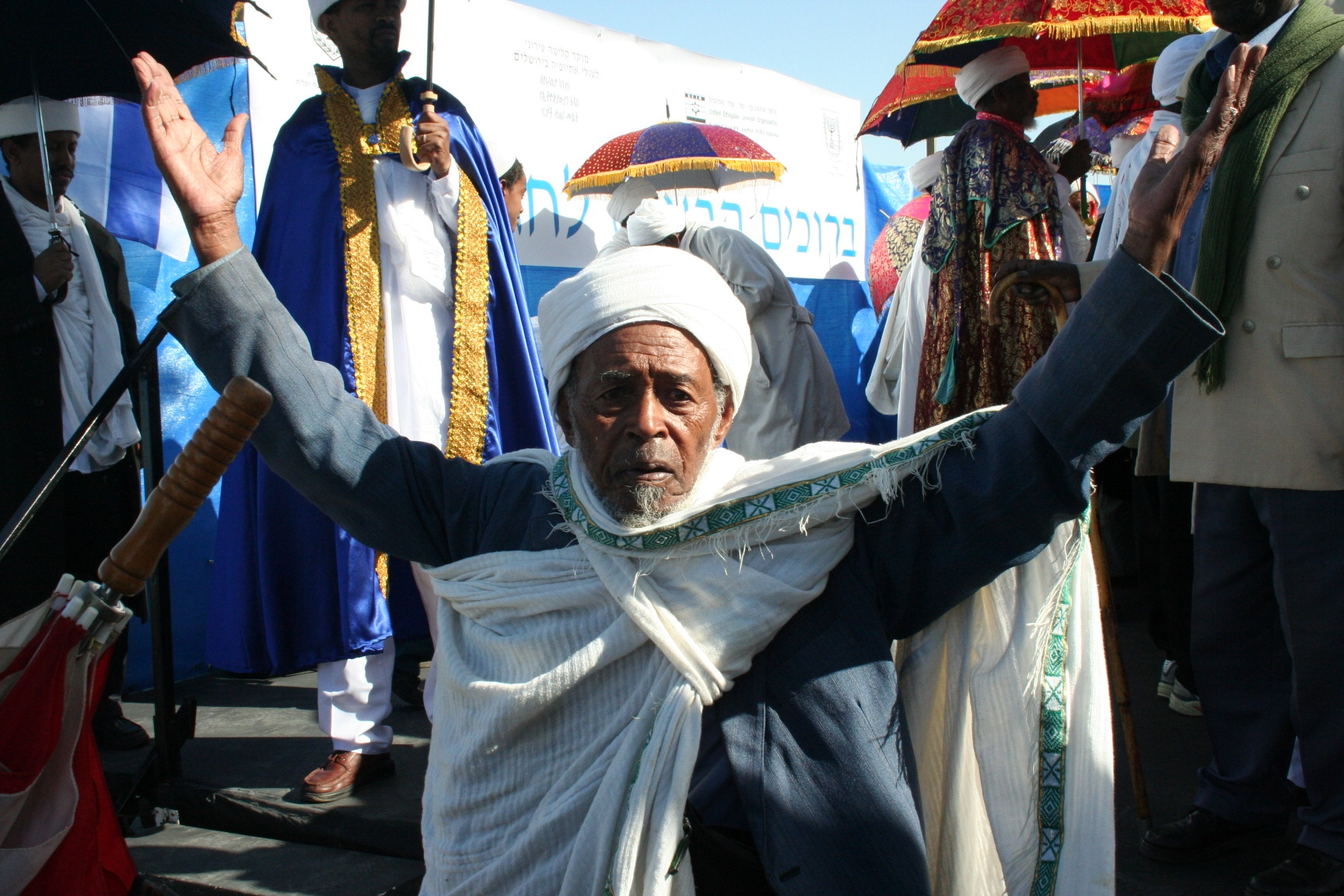
Un à la fête du Sigd à Jérusalem, 2008.

Le Sigd' est une fête spécifique de la communauté des Beta Israël (juifs d'Éthiopie) qui tombe le 29 du mois de 'Heshvan (qu'ils appellent 'Hadar, à ne pas confondre avec Adar), 50 jours (7 semaines) après Yom Kippour. C'est un jour de jeûne, où l'on prie pour la reconstruction du Temple et en l'honneur de la montée en Israël, jusqu'au coucher du soleil, où l'on réalise un grand festin.
Ce festival symbolise le don de la Torah sur le mont Sinaï, jouant donc un rôle analogue à la signification de Shavouot dans le judaïsme rabbinique. Le mot signifie en  amharique "prostration", et sa racine (s-g-d) se retrouve dans mesggid, prosternation, et par extension synagogue, ou Temple, ce qui constitue une indication claire de son association à Jérusalem et la centralité de celle-ci dans la vie juive et les rituels. Au cours de la célébration, un pèlerinage est réalisé à Jérusalem, où les kessim (équivalent des rabbins pour les Juifs éthiopiens) lisent l'Orit (l'Octateuque). 
Cette fête est célébrée en Israël depuis 2000.
En juillet 2008, la Knesset a décidé d'ajouter officiellement cette festivité à la liste des fêtes juives de l'état d'Israël.